# 奧羅科維斯

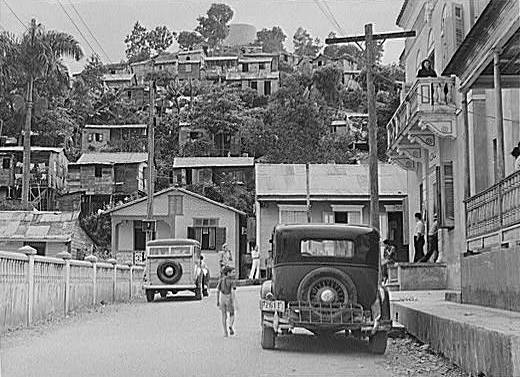

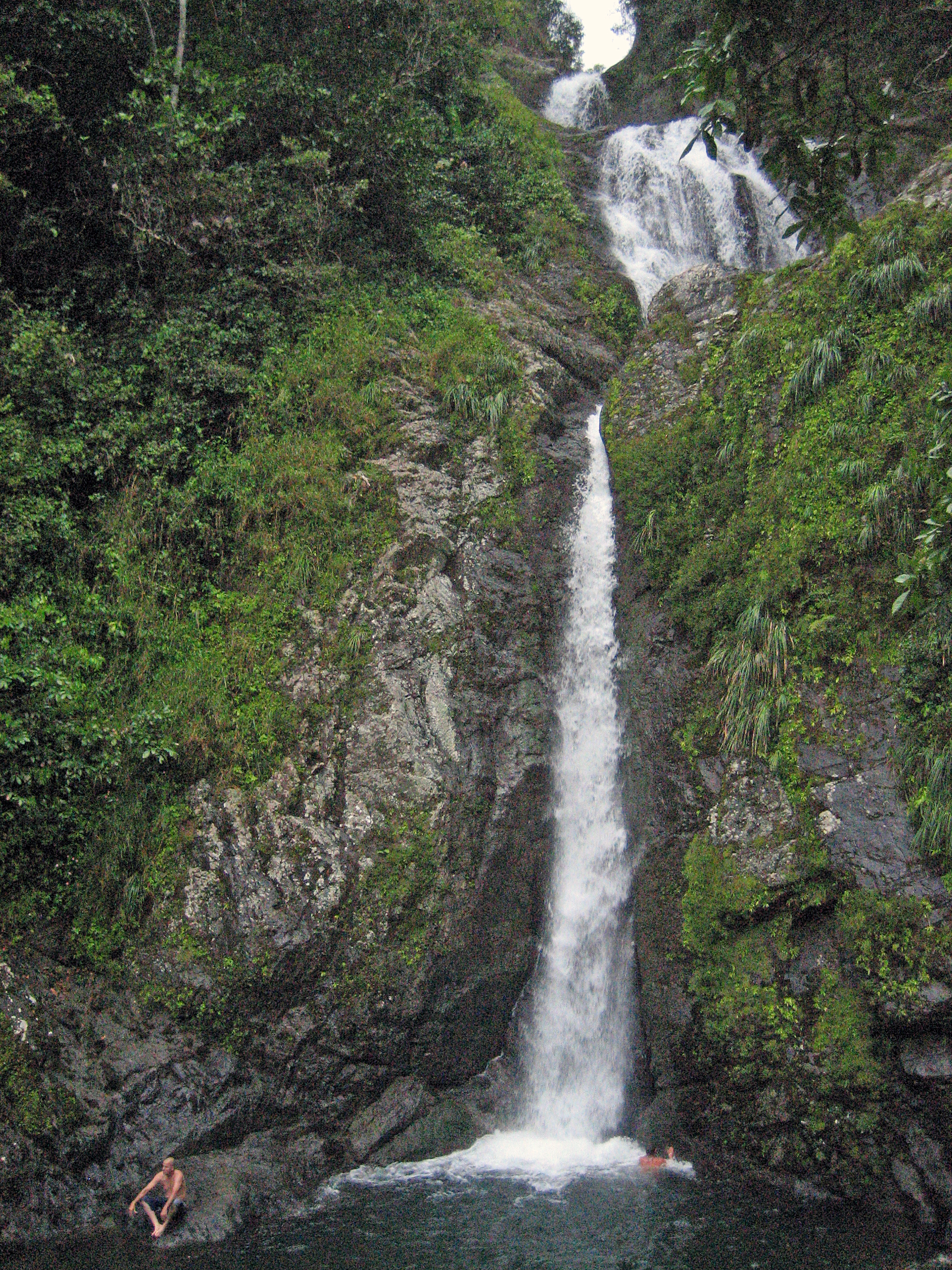

奧羅科維斯（西班牙語：Orocovis）是波多黎各的城鎮，位於該島中部，始建於1825年5月25日，面積184平方公里，海拔高度516米，主要農產品有咖啡、水果、煙草和小麥，2010年人口23,423，人口密度每平方公里130人。

## 外部連結
- http://www.gobierno.pr/GPRPortal/StandAlone/MunicipalityInformation.aspx?Filter=60 （页面存档备份，存于）
- http://welcome.topuertorico.org/city/oroco.shtml （页面存档备份，存于）
- http://travelandsports.com/espanol/oro.htm （页面存档备份，存于）